# 장 (물리학)

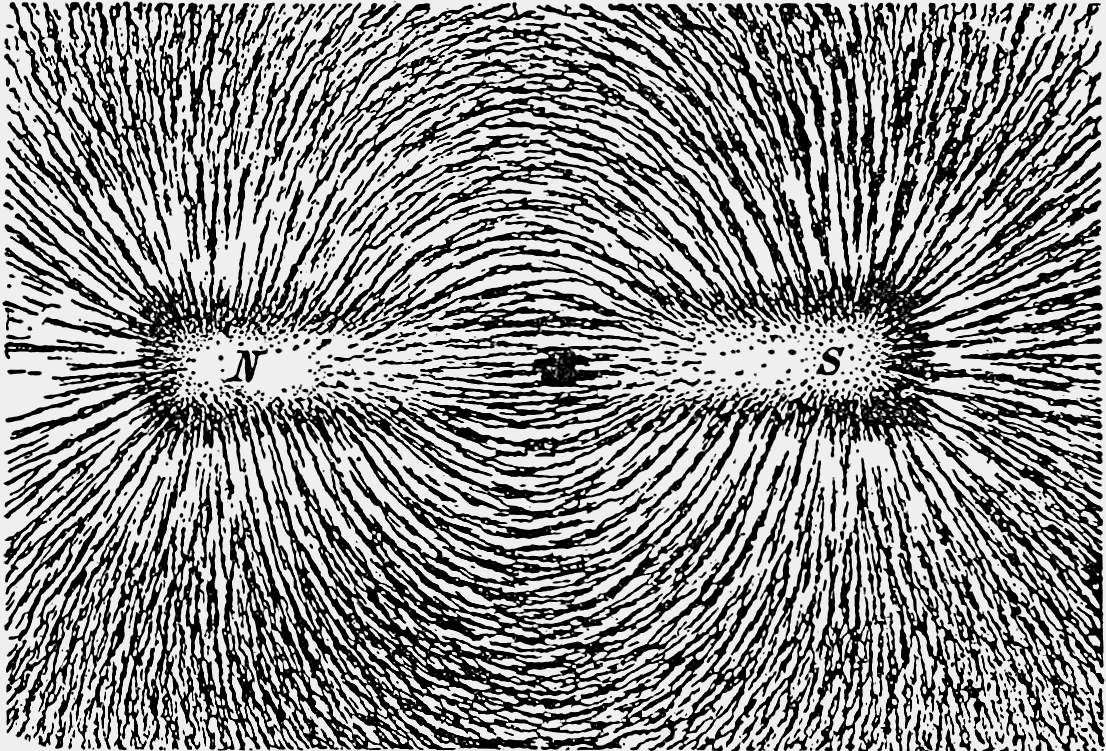
막대자석의 자기장

장(場, 영어: field), 또는 마당이란 공간상의 각 지점마다 다른 값을 갖는 물리량을 일컫는 용어이다. 예를 들어, 온도를 나타내는 함수도 일종의 장이다(단, 온도는 벡터가 아닌 스칼라장이다.) 이러한 장은 흔히 시간과 공간에 대한 함수로 주어진다. 장에는 스칼라장, 벡터장, 스피너장, 텐서장이 있다. 장은 패러데이와 맥스웰에 의해 발전되었으며 아인슈타인 등 많은 과학자에 의해 중력장, 핵력장 등 다양한 장이론이 전자기장을 따라 발전하였다.

## 역사

### 초기 장

맥스웰의 에테르를 기반한 역학적 장 모델

장의 도입은 힘과 물질에 대한 고찰에서부터 시작되었다. 보스코비치(Ruđer Bošković ,1711-1787)는 힘과 물질의 개념을 분리 할 필요가 없으며, 궁극적인 물질인 원자는 힘의 중심으로써 작용하는 위치를 나타내는 한 점에 불과하다고 주장하였다. 그는 한 물체와 그 물체에 힘을 작용하는 다른 물체 사이의 공간은, 힘을 전달하는 어떠한 것으로 채워져 있다고 보았다. 그는 이것을 장(場, field)이라고 불렀다.

이어 패러데이는 전기와 자기를 연구하면서 장이라는 개념을 역선(力線)을 도입함으로써 시각적으로 이해하기 쉽게 만들었다.역선은 공간상 각 지점에서의 힘의 방향을 나타내고, 역선의 상대적인 수는 힘의 세기를 나타내었다. 패러데이의 역선은 공간의 물리학적 특성을 명쾌하게 보여주었으며, 하나의 입자에서보다 복잡한 입자의 배열, 혹은 전자기의 각종 현상에 대한 직관적인 이해를 가능하게 했다. 장의 개념은 물질의 인력과 척력을 뛰어 넘어 훨씬 복잡한 힘의 개념인 전기력과 자기력에서 보다 분명해졌다.
패러데이가 도입한 전자기력선으로부터 공간의 한 점에서 인접하는 다른 점으로 영향을 전파하는 장의 개념이 자라났다. 패러데이는 물리적 역선을 공간을 통해 효과를 전달하기 위한 메커니즘이라 생각하고, 서로 영향을 미친다고 했다. 이를 설명하는 방법으로 빛의 에테르설을 제안하였고, 빛의 전자기파 이론의 모습이 살짝 드러났다.이와 같은 장이론 관점에서의 기본적인 메커니즘은 원거리에서의 즉각적인 작용과 반대되는 것이었다.
윌리엄 톰슨(William Thomson, 1824-1907)은 패러데이의 전기적 매질의 개념에 처음으로 수학적 신뢰를 부여한 사람이다.톰슨은 정전기 문제에서의 역선을 무한 고체에서의 열 흐름선과 수학적으로 동등하게 설명하였고, 이는 후에 맥스웰의 이론 발전 토대가 되었다.

맥스웰

이러한 패러데이의 설명은 맥스웰의 수학적 접근에 의해 확장되고 보다 그 중요성이 부각되었다. 맥스웰은 패러데이가 발견한 전기장과 자기장의 상호작용을 수학적 토대 위에서 연구함으로써 놀랄만한 결론을 도출했다. 장에서의 변화는 매우 빠르지만 유한한 광속으로 전달된다는 것이다. 따라서 만약 장을 발생시키는 전하가 움직이거나 사라진다면, 이러한 변화의 효과는 멀리 떨어진 전하에 대해 직접적으로 (원격으로) 전달될 수 없을 것이다. 이것은 두 물체의 상호작용에서, 한 물체의 변화에 의한 힘의 효과는 일시적으로 다른 물체가 느끼지 못한다는 것이다. 이것은 일시적이나마 전기력이 뉴턴의 제 3 법칙에 위배된다. 또한 두 입자가 동시에 움직인다면 운동량 또한 보존되지 않음을 알 수 있다. 아인슈타인의 상대성 이론은 이러한 현상을 설명하는 이론이다.
처음에는 개념적이었던 장은 계속된 연구에 의해 실제성을 띄게 되었다. 초기, 패러데이는 역선의 이론을 더 진행시켜 역선 다발을 자력관이라 불렀다. 그리고 각 역관은 고무줄과 같이 수축하려고 하는 장력이 작용하기 때문에 자력관 끼리는 서로 팽창하려는 힘을 미친다고 가정하였다. 맥스웰은 패러데이의 장의 개념이 중요한 물리적 의미를 지니고 있음을 깨닫고 전자기장에 대해 "에테르의 소용돌이와 의역학적인 모델"을 제시하였다. 그러나 그는 이 모델을 진정한 물리적 존재가 아니라 일시적인 해설 도구로 생각하였다. 그는 모델을 통해 전류와 전기변위에 대한 이론적 유도를 하였고 이것들의 개념을 구체화하였다. 그리고 1864년 맥스웰은 전자기장 방정식에 도달하게 되었다. 맥스웰의 방정식을 풀면 장과의 상호작용에 의해 전기장과 자기장의 변화는 파동이 되어 공간을 진행된다는 것이 유도된다. 이렇게 진동하는 파를 전자기파라 하며 그 속도가 이론적으로 빛의 속도와 일치함을 보였다. 그리고 빛도 전자기파의 일종이라는 빛의 전자파설에 도달하게 되었다. 그리고 이 가설이 점차 증명되면서, 장의 개념은 설명을 위한 수학적 개념에서 물리학적으로‘존재하는’개념으로 바뀌게 된다.

### 맥스웰 이후
에테르라는 개념은 패러데이의 장의 개념을 구축하는데 주된 원리가 되었다. 뉴턴의 역학이 역학현상에서 뿐만 아니라 전자기학에서도 성립할지에 대한 의문은 에테르의 존재에 의심을 가했다. 에테르는 광학 현상에 있어서는 물체와 상호작용하지만 역학 현상에서는 상호작용하지 않는다는 기묘한 사태가 벌어지기 때문이다.에테르의 존재를 부정한 대표적인 사례로 마이컬슨-몰리 실험이 있는데, 마이컬슨(Albert Abraham Michelson, 1852-1931)과 몰리(Edward Williams Morley, 1838-1923)는 지구의 운동방향과 그것에 수직한 방향에 있어서의 광속도를 측정하여 지구의 절대운동을 증명하려고 하였다. 기존의 에테르설에 의하면, 맥스웰의 이론으로부터 유도되는 광속도는 지구의 운동에 수직한 방향과 운동 방향에서 서로 달라야 했다. 그러나 실험에 의하면 광속도는 어느 방향으로도 꼭 같은 값을 가졌다.이 외에도 광행차현상과 이중성 현상 등 다양한 실험들의 관찰 사실과 모순되었다. 이 실험에서 나온 빛의 속도의 일정함, 그리고 에테르의 부정은 후에 아인슈타인의 상대성 이론에 직접적인 기초가 되었다. 이렇게 장을 설명하는 이론은 계속된 수정 및 발전이 이루어졌다.

마이컬슨-몰리 실험

아인슈타인의 이론 발전에 직접적으로 영향을 미쳤던 과학자들은 제임스 클러크 맥스웰과 헨드릭 로런츠였다. 로런츠는 그의 이론의 기초를 원거리 작용에 두지 않고 오로지 빈 공간에 (또는 에테르에서) 존재하는 장과 공간상에서 이러한 장을 만드는 하전입자에 두었다. 그래서 전자기장을 갖는 것은 물질이 아니라 공간 그 자체였다. 아인슈타인은 시간과 공간에 대한 고찰과, 서로 다른 관성계에서 전기장과 자기장 사이의 관계를 파악함으로, 그의 이론을 발전시켰다. 아인슈타인은 전기장과 자기장에 대한 통합된 묘사를 하게 되었다.

표준모형

전자기학에서 놀라운 성과를 거둔 장이론은, 후에 중력, 핵력과 같은 힘들에도 적용되기 시작되었다. 장이론은 원격 작용 힘에 대한 난해한 부분을 장이라는 개념을 통해 그 필연성을 부여하였고, 더 섬세한 수학적 접근을 가능하게 해 주었다. 아인슈타인의 일반상대성이론은 중력을 설명하는데, 이는 장이론의 한 예이다. 중력에서의 대표적인 장은 시공간에서의 계량 텐서이다. 또한 장을 표현하는데 전통적인 관다발과는 다른 개념이 등장하기도 하였다. 양자역학의 발전으로 장을 기술하는 양자 이론인 양자장론이 탄생하였으며, 이는 주로 특수상대성이론과 양자역학을 결합한 이론이었다. 장은 BCS 이론, BRST 이론 등 다양한 물리 이론에서 사용되었으며, 정교한 수학적 토대 위에 발전하였다. 장이론은 후에 표준모형의 형성에도 중요한 개념이 된다.

## 장의 표현
수학적 관점에서 장을 표현하면 다음과 같이 분류할 수 있다.

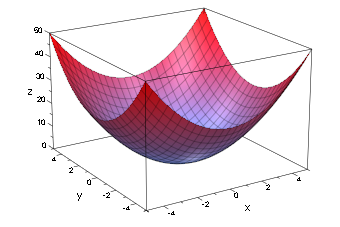
스칼라장은 주로 색깔로 나타내어진다

- 스칼라장은 물리적 장의 가장 간단한 형태이다. 스칼라장이란 각 지점마다 하나의 숫자(스칼라)를 갖고 있는 장을 의미한다. 예를 들어 공간상에서의 온도의 분포는 스칼라장이다. 장의 각 스칼라 값은 시간에 따라 변할 수 있어서 보통 다음과 같이 표현된다.

{\displaystyle \phi (\mathbf {x} ,\mathbf {y} ,\mathbf {z} )} 혹은 {\displaystyle \phi (\mathbf {x} ,\mathbf {y} ,\mathbf {z} ,\mathbf {t} )}

스칼라장은 일반적으로 데카르트 좌표계 뿐만 아니라 구면좌표계와 같이 다른 좌표계를 사용해도 바뀌지 않는다. 일반화하면, 만약 {\displaystyle \mathbb {R} }이 실수 전체의 집합이라 한다면, 스칼라장은 S가 {\displaystyle \mathbb {R} }n의 부분집합일 때 φ:S→{\displaystyle \mathbb {R} }인 함수를 말한다. 이러한 스칼라장은 공간을 회전시켜도 그 형태가 바뀌지 않는다.

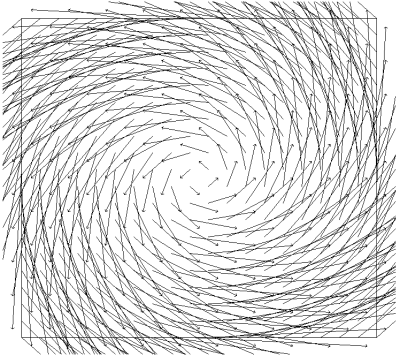
벡터장

- 벡터장은 각 지점마다 숫자 대신 하나의 벡터가 부여된 장을 의미한다. 주로 속도, 흐름, 힘과 같은 물리적 개념을 표현하는데 사용되며, 스칼라장의 변화를 나타내기도 한다.[14]예를 들어 지상에서의 바람이 부는 방향 및 세기를 나타내는데 벡터장이 사용된다.[13] 벡터장에 관한 세 적분 방정식(선적분, 가우스 법칙, 스토크스의 정리)은 발산과 회전의 의미를 이해하는데 도움이 될 뿐만 아니라, 물리 이론들을 이해하는데 큰 도움을 준다. 이러한 수학적 정리들이 장이론에서 차지하는 중요성은 매우 크다.[14]

- 텐서장은 각 위치에 텐서가 부여된 장을 말한다. 예를 들어 크리스탈의 스트레스 텐서가 있다. 텐서는 물리적으로 좌표계를 바꾸어도 물리법칙이 변하지 않게 하기 때문에 유용하다.

- 스피너장은 각 위치에 스피너가 부여된 장을 말한다. 양자 이론에 많이 쓰인다.

장의 이러한 분류는 좌표계의 변화에 대해 각각의 위치에 부여되어 있는 속성이 대칭을 어떻게 이루느냐를 말해준다. 스칼라장은 시공간 변화에도 값이 각 지점마다 고유하게 정해져 있으며, 다른 장들의 각각의 요소는 서로 서로 변환된다.

## 장이론

### 고전장

#### 비 상대론적 고전장
비 상대론적 고전장이란 고전적인 장 이론으로, 아인슈타인의 상대성 이론이 나오기 전의 뉴턴 법칙에 입각한 이론이다.

##### 중력장
고전 장 이론에 기반을 둔 하나의 예시로, 중력장을 들 수 있다. 중력장은 두 질량체 사이에서 작용하는 중력을 설명하는 물리량이다. 중력장의 크기는 임의의 질량체에 의해서 결정이 된다. 만약 질량 m이 가진 물체가 공간 내에 있다면, 그 질량체에 의해서 발생되는 중력장의 크기는 단위 질량이 받는 힘, g = F/m으로 기술된다. 이때의 m의 질량을 가진 물체를 실험 질량 m을 가지고 있다라 하고, 이 실험 질량은 일반적으로 값이 작아 다른 공간의 중력장을 휘게 하지 않는다는 가정을 함축하고 있다.
만약 어떤 공간 내에 질량 m과 M을 가진 두 질량체가 있다면, 뉴턴의 중력 법칙에 의해서 힘이 형성되는데, 그 크기와 방향은,
{\displaystyle \mathbf {F} =G{mM \over {\vert \mathbf {r} \vert }^{2}}\,\mathbf {\hat {r}} }

로 기술된다. 이 때, {\displaystyle {\hat {r}}}은 거리 r의 단위벡터로 방향을 나타낸다. 이 때, 고전 역학적 관점으로 볼 때, 뉴턴의 제 2 법칙, F=ma, 이 성립한다. 이 법칙에 따라서 실험 질량 m이 만드는 중력장의 크기를 구할 수 있다. 그 크기는
{\displaystyle \mathbf {g} (\mathbf {r} )=G{m \over {{\vert \mathbf {r} \vert }^{2}}}\,\mathbf {\hat {r}} }
로 나타낼 수 있다.

##### 전기장

오른쪽 전하가 변할 때 두 전하 주위에 생기는 전기장

고전 역학에 의한 장 이론에 기반한 장 중 하나의 예로 전기장을 들 수 있다. 전기장은 중력장이 임의의 질량체에 의해 형성되는 것과 비슷하게, 임의의 전하를 띈 물질에 의해서 형성이 된다. 이 또한 단위 전하가 받는 힘, E=F/q으로 기술 될 수 있다. 이 때의 전기장을 만드는 전하 q를 실험 전하라 부른다. 임의의 공간에 두 전하 q, Q가 있다고 하면 두 전하에 의해 형성되는 전기력은
{\displaystyle \mathbf {F} ={1 \over 4\pi \varepsilon _{0}}{qQ(\mathbf {r} _{1}-\mathbf {r} _{2}) \over |\mathbf {r} _{1}-\mathbf {r} _{2}|^{3}}={1 \over 4\pi \varepsilon _{0}}{qQ \over r^{2}}\mathbf {\hat {r}} ,}
로 기술된다. 위의 식에서 {\displaystyle {\hat {r}}}은 r의 단위벡터로 방향을 나타낸다. 이 때 중력장의 경우와 마찬가지로 뉴턴의 제 2 법칙, F=ma. 에 의해서 q 전하가 만드는 전기장을 구할 수 있다. 전기장의 크기는
{\displaystyle E(r)={1 \over 4\pi \varepsilon _{0}}{\frac {q}{r^{2}}}\mathbf {\hat {r}} ,}

로 임의의 공간의 위치와 전하들의 상대적 크기에 의해서 결정되는 사실을 볼 수 있다.
만약 전하가 움직인다면, 이 전하는 자기장 또한 만들어낸다. 그런데, 이 자기장이 만약 시간에 따라 변하는 값을 가지는 경우, 패러데이의 유도 법칙에 의해 유도 전기장을 형성한다. 이때 나중에 간접적으로 형성된 전기장을 이차전기장(secondary electric field)이라 한다. 이처럼 일반적으로, 전기장과 자기장이 분리되어 작용하지 않기 때문에 전자기장으로 묶어서 생각한다.

##### 자기장

솔레노이드에 의해 형성되는 자기장

자기장은 중력장과 전기장과는 다르게 직접적으로도, 혹은 간접적으로도 형성되는 벡터장이다. 자석의 자하에 의해서 직접적으로 형성되기도 하고, 움직이는 전하(또는 전류)와 시간에 따라 변화하는 전기장에 의해서 간접적으로 유도되어 형성되기도 한다. 보통 자기장의 크기를 두 가지의 척도를 기준으로 판하는데, 하나는 자기장H(자계강도), 또 다른 하나는 자기장B(자속밀도)이다. 자계강도는 자기장이 있는 공간의 자기적 특성을 고려하지 않은 물리량이고, 자기적 특성을 생각한 물리량으로 자기력을 직접 계산할 수 있다. 이 두 물리량은
{\displaystyle \mathbf {B} =\mu \mathbf {H} \ }
의 관계에 따라서 상호 변환이 되는 물리량이라는 것을 확인할 수 있다. 다시 말해서, 자기장을 나타낼 수 있는 두 척도 B와 H는 근본적으로 같은 의미를 지닌다. 위의 수식에서 {\displaystyle \mu }는 자기장이 생긴 공간의 자기적 특성인 자기투자율이다.
자기장의 크기 또한 한 종류의 힘에서 도출해낼 수 있는데, 그 힘을 로런츠 힘이라 하고 아래와 같이 표현한다.
{\displaystyle \mathbf {F} =q\mathbf {v} \times \mathbf {B} }
위와 같이 움직이는 전하의 경우에서도 자기장의 방정식을 유도할 수 있고, 자속밀도의 개념을 이용해서 자기력의 크기를 알 수 있다.
{\displaystyle \mathbf {B} ={\Phi  \over {S}}}

로, 단위 면적을 지나는 자기력선의 수(자속, 자기선속)으로 나타내어 진다. 또한 자기장의 방향은 나침반과 같은 도구의 사용에 의해서 나타낼 수 있는데, 자기장의 방향은 임의의 공간안에 자기장이 펼쳐져 있을 때, 나침반의 N극이 향하는 방향으로 알 수 있다.

#### 상대론적 고전장

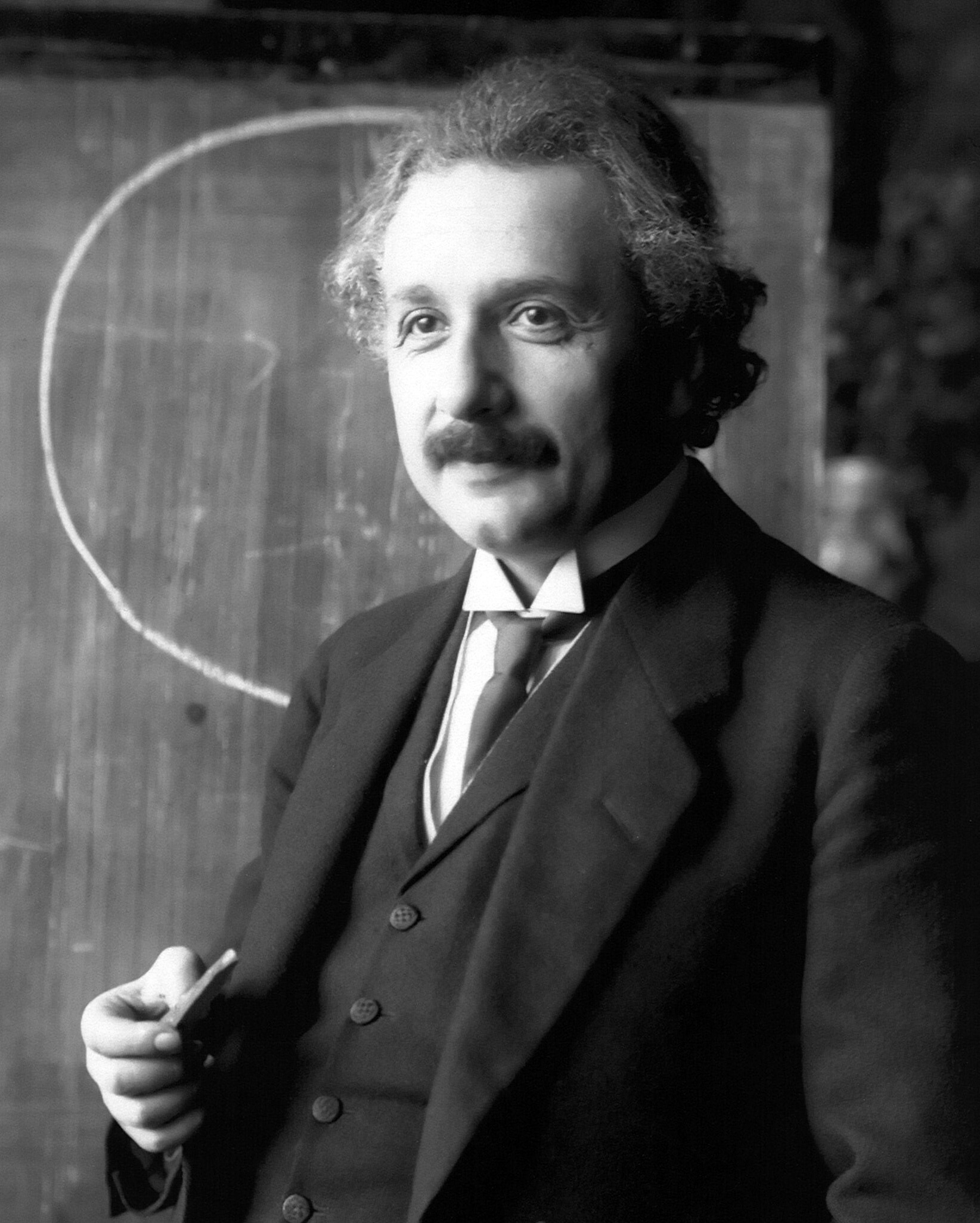
아인슈타인

20세기 알베르트 아인슈타인이 제시한 상대성 이론에 의해서 고전장이론은 로런츠 변환을 거쳐 수학적으로 더욱 엄밀한 개념으로 전환되었다. 일반적으로 상대론적 개념을 도입한 장은 수식적으로 라그랑지안(Lagrangian)을 이용해서 표현하는데, 이 수학적 개념을 도입해서 장 방정식(Field Equation)을 유도할 수 있다.

##### 라그랑주 역학
만약 어떤 임의의 물리계에서 텐서{\displaystyle \phi }가 주어져 있다면, 라그랑지안이라 불리는 스칼라는 그 물리계의 텐서와 그 텐서의 미분 값들을 이용해서 나타낼 수 있다. 이 라그랑지안을 통해서, 어떠한 물리적 속성을 판단하는 함수(S[{\displaystyle \phi }], functional Action)로서 나타낼 수 있다.
{\displaystyle {\mathcal {S}}[\phi ]=\int {{\mathcal {L}}[\phi (x)]\,\mathrm {d} ^{4}x}.}

만일 다루는 물리계가 보존계일 경우, 그 물리계를 라그랑주 역학을 이용해 분석할 수 있는데, 이 때, 오일러-라그랑주 방정식을 이용한다.
{\displaystyle {\frac {\delta {\mathcal {S}}}{\delta \phi }}={\frac {\partial {\mathcal {L}}}{\partial \phi }}-\partial _{\mu }\left({\frac {\partial {\mathcal {L}}}{\partial (\partial _{\mu }\phi )}}\right)=0.}

위의 오일러-라그랑주 방정식은 변분법의 기초 원리에 의해서 유도될 수 있다.

##### 중력장

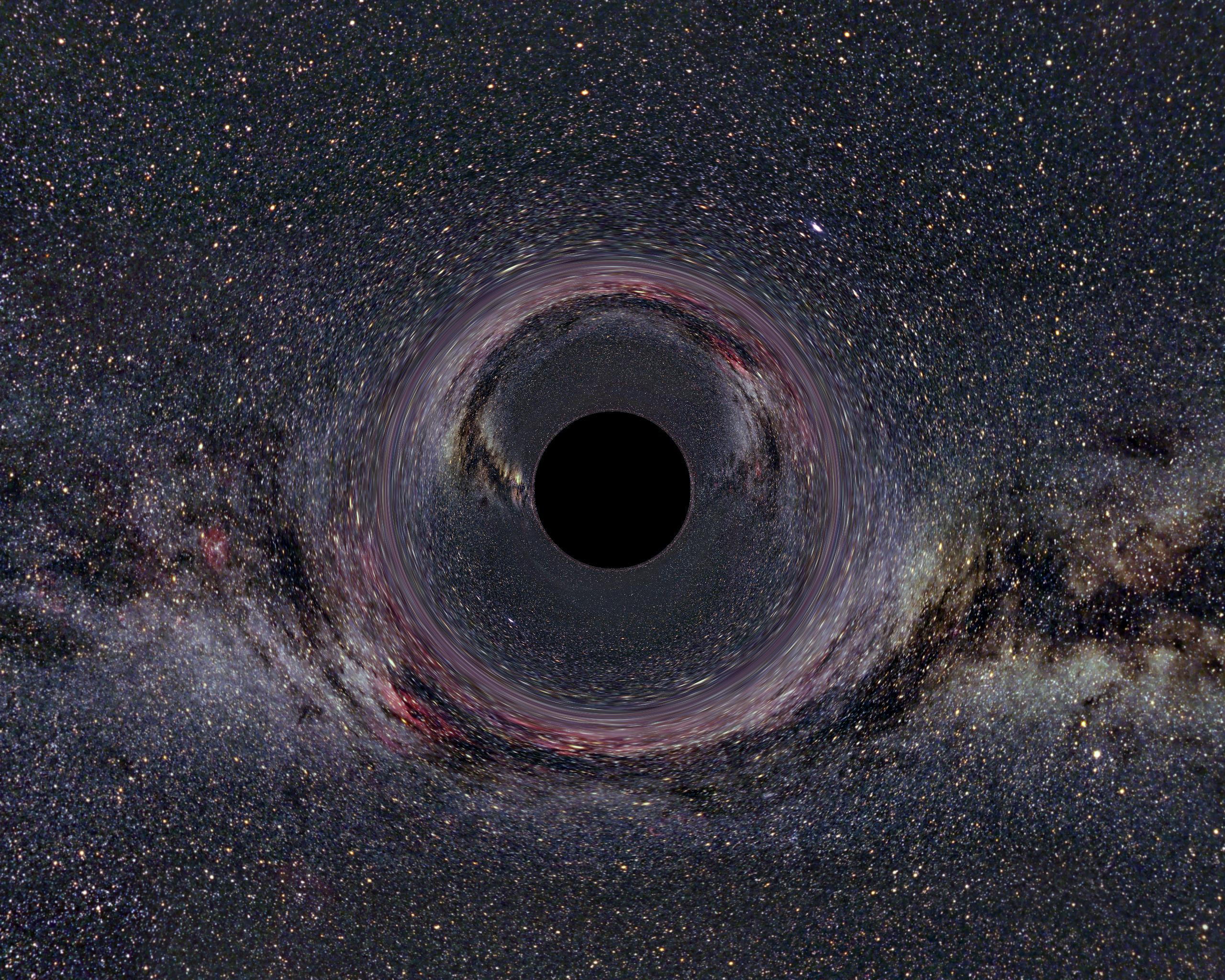
태양보다 10배 무거운 블랙홀의 중력장에 의해 은하수가 왜곡되어 보이는 모습(시뮬레이션)

뉴턴의 중력이론이 특수 상대성 이론에 의해서 일치하지 않는다는 사실이 알려진 후에, 아인슈타인은 일반 상대성 이론이라는 새로운 중력이론을 만들어 냈다. 아인슈타인은 중력을 질량에 의해서 나타나는 기하학적 현상으로 다루었고 또한 중력장을 계량 텐서로 불리는 텐서장의 개념으로 수식적으로 설명했다. 아인슈타인의 장 방정식은 수식적으로 어떻게 중력장의 곡률이 만들어졌는지에 대한 설명을 하고 있고, 이 방정식은 아인슈타인-힐베르트 작용에 의해서 유도될 수 있다.
아인슈타인의 일반 상대성 이론에 의하면, 라그랑지안 L은 다음과 같이 표현될 수 있다.
{\displaystyle {\mathcal {L}}=\,R{\sqrt {-g}}},

이 때, 사용된 변수 R은 {\displaystyle R\,=R_{ab}g^{ab}}을 만족하는 물리량으로, 리치 스칼라라고 불린다. 리치 스칼리를 구성하는 {\displaystyle R_{ab}}를 리치 텐서, {\displaystyle g^{ab}}를 계량 텐서라고 부른다. 위에서 정의한 라그랑지안을 이용해 진공상태에서의 중력장을 구하면 다음의 방정식으로 나타낼 수 있다.
{\displaystyle G_{ab}\,=R_{ab}-{\frac {R}{2}}g^{ab}=0},

위의 방정식에서, {\displaystyle G_{ab}}는 아인슈타인 텐서라고 불린다.

##### 전자기장
역사적으로, 상대론적 관점이 도입되지 않은 고전 장 이론에서는 전기장과 자기장을 구분지어서 설명했다. 하지만, 많은 실험적 결과들을 토대로 두 장은 매우 밀접한 연관성을 가지고 있고 더 나아가 전자기장이라는 하나의 장에서 비롯된 두 개의 양상이라고 볼 수 있다. 맥스웰의 전자기 이론은 앞서 언급한 전자기장과 대전된 물질의 상호작용이라고 설명했다. 상대론적 관점을 도입해서 전기장과 자기장을 각각의 벡터장 성분을 이용해서 나타낼 수 있다. 특수 상대성 이론의 등장과 함께, 이러한 전자기장을 텐서장 개념을 도입해서 더욱 잘 설명할 수 있게 되었다. 즉, 각각의 벡터장들을 사용하지 않고, 텐서장만을 사용함으로써 두 개의 전자기장을 동시에 설명할 수 있게 되는 것이다. 두 가지 물리량을 이용해서 전자기장을 표현할 수 있는데, 하나는 전자기적 위치 에너지 Aa = (-phi, A벡터), 그리고 다른 하나는 전자기적 사원전류 ja = (-rho, j벡터)이다. 시공간 상의 어떤 위치에서도 전자기장은 반대칭적 (0,2)-rank 전자기장 텐서에 의해서 표현할 수 있다.
{\displaystyle F_{ab}=\partial _{a}A_{b}-\partial _{b}A_{a}.}

전자기장의 역학을 표현하기 위해서 라그랑지안을 설정해야 한다. 진공 상태라고 가정을 하면, 라그랑지안 L은 다음과 같이 표현된다

{\displaystyle {\mathcal {L}}={\frac {-1}{4\mu _{0}}}F^{ab}F_{ab}.}

또한, 게이지 장이론을 적용하면, 전기장과 자기장의 상호작용과 관련된 라그랑지안도 얻어낼 수 있다. 최종적으로 얻어낸 라그랑지안은 앞서 구한 두 항을 더하면 된다.
{\displaystyle {\mathcal {L}}={\frac {-1}{4\mu _{0}}}F^{ab}F_{ab}+j^{a}A_{a}.}

라그랑지안을 이용해서 오일러-라그랑주 방정식을 풀면 아래의 결과를 도출해낼 수 있다.

{\displaystyle \partial {\mathcal {L}}/\partial A_{a}=\mu _{0}j^{a}}
{\displaystyle \partial {\mathcal {L}}/\partial (\partial _{b}A_{a})=F^{ab}}

이 방정식을 풀면, 전자기장 내에서의 운동방정식을 얻을 수 있다. 운동방정식은
{\displaystyle \partial _{b}F^{ab}=\mu _{0}j^{a}.}

위의 결과 방정식은 진공에서의 맥스웰의 방정식의 결과와 일치하는 것을 볼 수 있다. F는 A의 4원컬이기 때문에 두 개의 항이 더 유도될 수 있다. 즉, 최종적으로 얻어진 장 방정식은 아래의 식으로 나타낼 수 있다.
{\displaystyle 6F_{[ab,c]}\,=F_{ab,c}+F_{ca,b}+F_{bc,a}=0.}

이 때, 콤마(,) 표시는 각 항에 대한 편미분을 의미한다.

### 양자장
양자장론이란 장을 기술하는 양자 이론이다. 물리학계에선 모든 물리 현상에 양자역학이 적용될 수 있다고 보는데, 기존 물리 현상을 설명하던 고전적 장 및 상대론적 장을 양자이론에 맞게 구현하기 위해 도입되었다. 양자장론에는 크게 세 가지 이론이 있다. 고전 전기역학을 양자화하여 만들어진 이론이 바로 양자 전기역학이다. 이 이론은 실험과의 정확도가 매우 높아 좋은 이론으로 평가받고 있다. 입자물리학에서의 표준모형을 설명하기 위해 양자 전기역학뿐만 아니라 양자 색역학이 도입되었으며 특히 약력과 전자기력을 통합하는 전약이론이 발전하였다. 일반상대론을 양자화하면 여러가지의 양자 중력 이론을 얻게 되는데, 아직 미완성이다.
양자장이론의 큰 특징 중 하나는 장 이외에 전자나 쿼크와 같은 입자 또한 장으로 해석한다는 점이다. 각 입자는 그 입자장의 들뜸으로 해석하는데, 이는 물리학계의 오랜 질문 중 하나인 왜 양자수가 같은 입자가 정확히 같은지를 명쾌하게 해석한다. 이러한 양자장론의 특징은 모든 장을 입자로 재해석 할 수 있게 한다. 따라서 입자 사이의 힘을 입자가 매개한다고 볼 수 있다.

#### 양자장론에서의 중력장
일반적으로 중력장을 형성하는 기본 입자를 중력자이라고 명명한다. 전자기장의 광자와는 달리 중력자는 아직 실험적으로 발견되지 않았는데, 그 이유는 중력이 자연계에 존재하는 근본적인 힘들 중에서 가장 약한 힘이기 때문에, 그 힘을 매개로 하는 입자도 자신의 존재를 강하게 드러내지 않는다는 것이다. 사과가 나무에서 땅으로 떨어지는 상황에 대한 해석으로 여러 가지 측면에서 살펴 볼 수 있다. 뉴턴의 중력 법칙에 따라, 지구의 중력이 사과를 잡아당기고 있기 때문이라고 할 수도 있고, 중력장의 개념을 통해서 중력자가 지구와 사과 사이를 오가면서 사과에게 지구를 향해 다가가라는 정보를 전달하고 있기 때문이라고 답할 수도 있다. 후에 상대론적 관점을 도입하면, 아인슈타인의 중력이론에 따라서 지구 질량에 의해 왜곡된 공간을 따라 사과가 미끄러지고 있다고 이해할 수도 있다.

#### 양자장이론에서의 전자기장
전자기장의 기본적인 구성요소는 광자라고 알려져 있다. 광자는 전자기력을 매개로 하는 입자이기 때문에 흔히 전자기력의 전령입자(messenger particle)이라 불린다. 상대론적 관점으로, 전기장과 자기장은 관찰계에 따라 다르게 보이는 상대적인 관계일뿐, 둘은 같은 현상이라 일컫는다.

#### 핵력장
중력과 전자기력 이외에 자연계에는 또 다른 힘, 강한 핵력과 약한 핵력이 존재한다. 중력, 전자기력과 마찬가지로 두 핵력도 각각 강한 핵력장, 약한 핵력장을 형성한다. 강한 핵력장과 약한 핵력장은 1950년대에 이 이론의 기틀을 제공했던 중국의 양전닝과 미국의 로버트 밀스의 이름을 따서 ‘양-밀스 장(Yang-Mills Field)’라 부르기도 한다.
중력장이 중력자(graviton), 전자기장이 광자(photon)으로 이루어져 있듯이, 각각의 핵력장 또한 특정한 입자들로 구성되어 있다. 강한 핵력장은 강한 핵력의 매개체인 글루온(gluon), 그리고 약한 핵력장은 약한 핵력의 매개체인 W입자와 Z입자로 구성되어 있다. 이 입자들은 1970년대 말~1980년대 초에 걸쳐 독일과 스위스에 있는 입자 가속기 연구실에서 실험적으로 발견됨으로써 그 존재가 입증되었다.

### 장이론과 입자물리학

표준모형

양자역학의 발전으로 물리학자들은 고전적 장이론을 양자역학에 입각하여 양자장이론을 발전시키게 되는데, 이는 입자물리학에 큰 영향을 미치게 된다. 특히 실험 및 이론 입자물리학은 1970년대 말에 표준모형의 도입으로 격변을 겪었다.표준모형은 1973년 기틀이 잡히기 시작하였고, 1979년에 입자물리학을 대표하는 이론으로 정착되었다. 근대 입자물리학은 같이 발전한 장이론(특히 양자장론)과 밀접한 관계를 가진다. 입자물리학의 기본 용어 및 개념은 거의 모두가 장이론으로 기술되었다. 특히 입자물리학의 표준모형은 U(1) 게이지 이론이 적용된 양자 전기역학과 두 개의 양-밀스 이론을 포괄한 이론이다. 여기서 게이지이론은 아인슈타인이 따랐던 공변성의 대칭 원리를 헤르만 바일이 새로운 방법으로 확장하여 맥스웰의 방정식을 얻게 된 대칭인 '게이지 대칭'을 응용한 이론이다. U(1) 위상변환에 대한 게이지대칭은 양자전자역학에도 적용된다. 이러한 이론은 양전닝과 밀스에 의해 강한 상호작용및 약한 상호작용을 설명하도록 일반화되었는데 이를 각각 SU(2), SU(3) 양-밀스 이론이라 한다.
U(1) 게이지 이론이 적용된 양자 전기역학과 양-밀스 이론은 장의 대칭을 기초하는 것으로 입자들에 필연성을 부여하였다. 양자장이론은 양자전기역학에서의 전자를 비롯한 모든 입자들도 다른 장이론의 양자화된 들뜸으로 해석되었다. 특히 강력을 장이론으로 설명하는 과정(양자색역학)에서 쿼크에 대한 속성과 대칭성이 부여되었다. 장이론에 기반한 표준모형은 후에 질량이 큰 제3세대 입자를 발견 하는 등 장이론에 의해 예견된 입자들은 하나 하룬 큰 쾌거였다. 이러한 입자물리학의 발전은 장이론에 힘 입었고, 그 위력은 막강했다.

## 같이 보기
- 에테르
- 유체역학
- 탄성
- 마이클 패러데이
- 제임스 클러크 맥스웰
- 맥스웰 방정식
- 상대성 이론
- 양자역학
- 전자기장
- 중력장
- 고전 역학장 이론
- 게이지 이론
- 입자물리학
- 양자장론

## 참고 자료
- Val Dusek,《The holistic inspirations of physics-The underground history of electromagnetic theory》,1999
- 양승훈 편저, 《물리학과 역사-역사적 교수법을 이용한 물리학 개념학습》,1997
- Bernd G. Schmidt, 《Einstein's Field Equations and Their Physical Implications》, Springer, 2000
- James T. Cushing,《물리학의 역사와 철학》,북스힐, 2004
- 리처드 파인만 외 2명, 《파인만의 물리학 강의》, 승산, 2006
- Thidé, Bo. "Electromagnetic Field Theory" (PDF). Retrieved February 14, 2006.
- Alan Lightman 지음, 황정남 외 4명 번역, 《물리와 아이디어의 만남》, 에드텍, 1999
- Carroll, Sean M. "Lecture Notes on General Relativity". arXiv:gr-qc/9712019.
- Binney, James J. "Lecture Notes on Classical Fields" (PDF). Retrieved April 30, 2007.
- Giachetta, G., Mangiarotti, L., Sardanashvily, G., "Advanced Classical Field Theory", World Scientific, 2009, ISBN 978-981-283-895-7 arXiv:0811.0331)
- 피터 보이트 지음,박병철 옮김,《초끈이론의 진실-이론 입자물리학의 역사와 현주소》,서울 : 승산, 2008